# 朱載䵺 (鄖城王)
鄖城溫裕王朱載䵺（1555年—1623年），号遵本子，是襄莊王朱厚熲庶二子，明仁宗之晜孙，明朝第一代郧城王。

## 生平
朱載䵺生于嘉靖三十四年（1555年）八月廿一日，嘉靖四十四年（1566年）十月，明世宗派遣永康侯徐喬松等人為正使，翰林院編修王錫爵等人为副使，持节册封朱載䵺为隆庆王。明世宗驾崩后，其子朱載坖继位并改元隆庆，史称明穆宗，因为朱載䵺的封号与明朝年号相同，明穆宗因此下令改封朱載䵺为鄖城王；其府邸在襄阳城内襄王府以东。
隆慶五年（1571年）四月，明穆宗差遣泰寧侯陳良弼等人持節冊封襄陽衞生員胡惇之女胡氏为鄖城王妃。萬曆二十三年（1596年），明神宗批准朱載䵺离开襄阳城，出城安葬已经逝世的兄长襄敬王朱載堯，并暂代襄王府内事务。万历三十年（1603年），侄子朱翊銘承袭父爵成为襄王，于是朝廷命令朱載䵺回避管理府事。
天启三年（1623年）正月初八日，朱載䵺逝世，享年69岁，朝廷追赠谥号溫裕。其嫡長子朱翊鈴于三年后袭爵成为明朝第二代郧城王。

## 墓葬
朱載䵺之墓位在襄阳市襄城区隆中街道賈洲村四组，1957年，中华人民共和国政府展开首次文物普查时发掘了他的陵墓，并出土了墓志铭。

鄖城溫裕王讳載䵺，号遵本子，襄宪王七世孙，太祖高皇帝九世孙，嘉靖三十四年乙卯八月廿一日生，天启三年癸卯正月初八日端坐终于正寝，寿六十九岁。大明崇祯二年岁在己巳十二月廿一日，孝长孙男刻石